# Stanisława Bogucka-Kamińska
Stanisława Bogucka-Kamińska (ur. 21 kwietnia 1926 w Golcowej, zm. 2003) – polska matematyczka, specjalistka w dziedzinie równań różniczkowych.

## Życiorys
W 1952 roku ukończyła studia na Uniwersytecie Jagiellońskim, a w 1964 roku uzyskała stopień doktora na Politechnice Śląskiej. Z Politechniką Śląską zawodowo związana była w latach 1953-1991, gdzie od 1970 roku zatrudniona była na stanowisku docenta na nowo powstałym Wydziale Matematyczno-Fizycznym (obecny Wydział Matematyki Stosowanej). W latach 1971–1984 pełniła rolę kierownika Zakładu Procesów Stochastycznych, a od roku 1984 do chwili przejścia na emeryturę w roku 1991 była kierownikiem Zakładu Zastosowań Analizy Matematycznej. 
Została odznaczona Złotym Krzyżem Zasługi, Krzyżem Kawalerskim Orderu Odrodzenia Polski i Medalem Komisji Edukacji Narodowej. 